# ウィウソン・ゴヴェイア
ウィウソン・ゴヴェイア（Wilson Gouveia、1978年10月3日 - ）は、ブラジルの男性総合格闘家。セアラー州フォルタレザ出身。アメリカン・トップチーム所属。
その実力はライトヘビー級の体格でありながら元PRIDEヘビー級王者のアントニオ・ホドリゴ・ノゲイラとスパーリングで互角以上に渡り合うほどと言われる。

## 来歴
出身地であるセアラー州フォルタレザでマーカス・アウレリオのジムで柔術を学んでいた。
2001年、アメリカ合衆国でプロ総合格闘技デビュー。2002年には当時ライトヘビー級だったジョン・フィッチと対戦し、膝蹴りでTKO勝利を収めた。
2003年3月28日、AFCで行われたHOOKnSHOOT南東部ライトヘビー級王座決定戦で横井宏考と対戦し、パウンドでTKO負けを喫し王座獲得に失敗した。
2005年11月5日、Euphoriaの日米対抗戦で浜中和宏と対戦し、パウンドでTKO勝ちを収めた。

### UFC
2006年にはUFCと契約、緒戦となった6月24日のThe Ultimate Fighter 3 Finaleのキース・ジャーディン戦は判定負け。8月26日に行われたUFC 62のウェズ・コームズ戦ではチョークスリーパーで一本勝ちを収めた。
2007年4月5日のUFC Fight Night: Stevenson vs. Guillardではセス・ペトルゼリにフロントチョークで勝利、ファイト・オブ・ザ・ナイトを受賞した。5月26日のUFC 71ではカーメロ・マレロにフロントチョークで勝利した。
2008年1月19日、UFC 80でジェイソン・ランバートにKO勝ちし、ノックアウト・オブ・ザ・ナイトを受賞した。5月24日、UFC 84のゴラン・レルジッチ戦では途中まで優位に試合を進めながら、最後に左ストレートでダウン、その後の追撃を凌ぎ切れずTKO負け。ファイト・オブ・ザ・ナイトを受賞した。9月17日のUFC Fight Night: Diaz vs. Neerではミドル級に落としてジェレミー・ホーンと対戦予定であったが、ホーンの怪我によりライアン・ジェンセンに変更、試合は2ラウンドに腕ひしぎ十字固めで一本勝ち。サブミッション・オブ・ザ・ナイトを受賞した。12月13日にはThe Ultimate Fighter: Team Nogueira vs. Team Mir Finaleでジェイソン・マクドナルドと対戦、ミドル級（185ポンド）のリミットから4ポンドオーバーとなりキャッチウェイトバウトに変更となったものの、試合は肘打ちでギブアップ勝ちを収めた。
2009年2月21日、UFC 95でネイサン・マーコートと対戦し、首相撲からの膝蹴りでTKO負けを喫した。
2009年12月12日、UFC 107でアラン・ベルチャーにTKO負けを喫したものの、ファイト・オブ・ザ・ナイトを受賞した。なお、ミドル級契約であったが、ゴヴェイアが193ポンド、ベルチャーが195ポンドとお互いに体重超過となり、195ポンドのキャッチウェイトバウトに変更された。

## 戦績
| 総合格闘技 戦績 | 総合格闘技 戦績 | 総合格闘技 戦績 | 総合格闘技 戦績 | 総合格闘技 戦績 | 総合格闘技 戦績 | 総合格闘技 戦績 |
| --------------- | --------------- | --------------- | --------------- | --------------- | --------------- | --------------- |
| 21 試合         | (T)KO           | 一本            | 判定            | その他          | 引き分け        | 無効試合        |
| 13 勝           | 6               | 6               | 1               | 0               | 0               | 0               |
| 8 敗            | 6               | 1               | 2               | 0               | 0               | 0               |

| 勝敗 | 対戦相手                 | 試合結果                                 | 大会名                                                                              | 開催年月日     |
| ○    | ドウェイン・ルイス       | 2R 3:19 TKO（パンチ連打）                | MFC 32: Bitter Rivals                                                               | 2012年1月27日  |
| ×    | ライアン・ジモー         | 5分3R終了 判定0-3                        | MFC 25: Vindication                                                                 | 2010年5月7日   |
| ×    | アラン・ベルチャー       | 1R 3:03 TKO（右フック→パウンド）         | UFC 107: Penn vs. Sanchez                                                           | 2009年12月12日 |
| ×    | ネイサン・マーコート     | 3R 3:10 TKO（膝蹴り）                    | UFC 95: Sanchez vs. Stevenson                                                       | 2009年2月21日  |
| ○    | ジェイソン・マクドナルド | 1R 2:18 ギブアップ（グラウンドの肘打ち） | The Ultimate Fighter: Team Nogueira vs. Team Mir Finale                             | 2008年12月13日 |
| ○    | ライアン・ジェンセン     | 2R 2:04 腕ひしぎ十字固め                 | UFC Fight Night: Diaz vs. Neer                                                      | 2008年9月17日  |
| ×    | ゴラン・レルジッチ       | 2R 3:15 TKO（パウンド）                  | UFC 84: Ill Will                                                                    | 2008年5月24日  |
| ○    | ジェイソン・ランバート   | 2R 0:37 KO（左フック）                   | UFC 80: Rapid Fire                                                                  | 2008年1月19日  |
| ○    | カーメロ・マレロ         | 1R 3:06 フロントチョーク                 | UFC 71: Liddell vs. Jackson                                                         | 2007年5月26日  |
| ○    | セス・ペトルゼリ         | 2R 0:39 フロントチョーク                 | UFC Fight Night: Stevenson vs. Guillard                                             | 2007年4月5日   |
| ○    | ウェズ・コームズ         | 1R 3:23 チョークスリーパー               | UFC 62: Liddell vs Sobral                                                           | 2006年8月26日  |
| ×    | キース・ジャーディン     | 5分3R終了 判定0-3                        | The Ultimate Fighter 3 Finale                                                       | 2006年6月24日  |
| ○    | 浜中和宏                 | 1R 0:39 TKO（パウンド）                  | Euphoria: USA vs. Japan                                                             | 2005年11月5日  |
| ○    | マイク・デラニー         | 1R 3:23 ギブアップ（スタンドの打撃）     | Freestyle Combat Challenge 15                                                       | 2004年6月12日  |
| ×    | ローリー・シンガー       | 2R 4:55 KO（膝蹴り）                     | KOTC 32: Bringing Heat                                                              | 2004年1月24日  |
| ○    | ロン・フェアクロス       | 5分3R終了 判定3-0                        | Absolute Fighting Championships 6                                                   | 2003年12月6日  |
| ×    | ロン・フェアクロス       | 1R終了時 TKO（タオル投入）               | Absolute Fighting Championships 4                                                   | 2003年7月19日  |
| ×    | 横井宏考                 | 3R 2:26 TKO（パウンド）                  | HOOKnSHOOT: Absolute Fighting Championships 2 【HnS南東部ライトヘビー級王座決定戦】 | 2003年3月28日  |
| ○    | ジョン・フィッチ         | 1R 3:38 TKO（膝蹴り）                    | HOOKnSHOOT: Absolute Fighting Championships 1                                       | 2002年12月13日 |
| ○    | アーロン・デイヴィス     | 1R 0:22 KO（パンチ）                     | WEFC 1: Bring It On                                                                 | 2002年6月29日  |
| ○    | レイ・カシアス           | 1R 2:59 腕ひしぎ十字固め                 | HOOKnSHOOT: Kings 1                                                                 | 2001年11月17日 |

## 表彰
- ブラジリアン柔術 黒帯三段
- UFC ファイト・オブ・ザ・ナイト（3回）
- UFC ノックアウト・オブ・ザ・ナイト（1回）
- UFC サブミッション・オブ・ザ・ナイト（1回）